# PEGASUS (日本の精密機器メーカー)
株式会社PEGASUS（ペガサス、英: PEGASUS CO.,LTD.）は、大阪府大阪市福島区に本社を置く工業用ミシンメーカーである。

## 概要
1914年（大正3年）創業。ニットなどに使用される環縫いミシン専業で、世界シェアは約40%でトップシェアを誇る。
また、2007年（平成19年）よりシートベルトのリトラクター部品などの自動車用ダイカスト部品の製造も行なっている。
2010年（平成22年）にはブラザー工業と販売や部品の調達などで連携を強化しているほか、イベントへの出展や展示会の開催なども共同で行なっている。

## 沿革
- 1914年（大正3年） 1月 - 美馬ミシン商会として創業[2]。
- 1947年（昭和22年）1月8日 - 「株式会社美馬ミシン工業所」を設立[2]。
- 1948年（昭和23年）1月 - 「美馬ミシン工業株式会社」に商号を変更[2]。
- 1959年（昭和34年）3月 - 「ペガサスミシン製造株式会社」に商号を変更。同日、美馬ミシン株式会社を設立[2]。
- 1962年（昭和37年）3月 - 美馬精機株式会社を設立[2]。
- 1975年（昭和50年）8月 - 美馬ミシン株式会社と合併[2]。
- 1994年（平成6年） 2月 - ペガサス（天津）ミシン有限公司を設立
- 2000年（平成12年）5月 - 追加出資により美馬精機株式会社を子会社化[2]。
- 2006年（平成18年）2月 - 東京証券取引所市場第二部に株式を上場[2]。
- 2007年（平成19年）3月 - 東京証券取引所市場第一部に指定替え[2]。
- 2008年（平成20年）4月 - 清水盛明が代表取締役社長に就任
- 2009年（平成21年）12月 - ペガサス（天津）ミシン有限公司を存続会社とし天馬ミシン製造有限公司を吸収合併[2]。
- 2010年（平成22年）1月 - ペガサス（天津）ミシン有限公司を存続会社とし福馬（天津）縫製機械有限公司を吸収合併[2]。
- 2013年（平成25年）4月 - PEGASUS-SHIMAMOTO AUTO PARTS (VIETNAM) CO.,LTD. （ベトナム）を設立。
- 2014年（平成26年）1月 - 創業100周年を迎える。
- 2015年（平成27年）4月 - 清水盛明が代表取締役会長に就任
- 2015年（平成27年）4月 - 美馬成望が代表取締役社長に就任
- 2016年（平成28年）2月 - PEGASUS AUTO PARTS MONTERREY S.A. DE C.V ( メキシコ）を設立。
- 2023年（令和5年）4月 - 「株式会社PEGASUS」に商号変更。
- 2025年（令和7年）5月 - 東京証券取引所スタンダード市場に市場変更[5]。

## 事業所
- 本社（大阪府大阪市福島区）
- 滋賀工場（滋賀県甲賀市）

## 関連会社
- 美馬精機株式会社[2]
- PEGASUS SEWING MACHINE PTE. LTD.[2]
- PEGASUS CORPORATION OF AMERICA[2]
- PEGASUS EUROPA GmbH[2]
- ペガサス（天津）ミシン有限公司[2]
- PEGASUS VIETNAM SEWING MACHINE CO.,LTD.[2]
- 天津ペガサス嶋本自動車部品有限公司[2]
- PEGASUS-SHIMAMOTO AUTO PARTS (VIETNAM) CO.,LTD.（ベトナム）
- PEGASUS AUTO PARTS MONTERREY S.A. DE C.V（メキシコ）